# 重庆高新技术产业开发区
重庆高新技术产业开发区是1991年3月经国务院批准成立的国家级高新技术产业开发区，也是全国5个综合改革试点开发区之一。由九龙坡区托管。高新区管辖面积73平方公里，包括石桥铺高科技开发园、二郎科技新城和北部新区高新园。 

## 相关链接
- 重庆市高新技术产业开发区